# Odonomastica storica di Milano

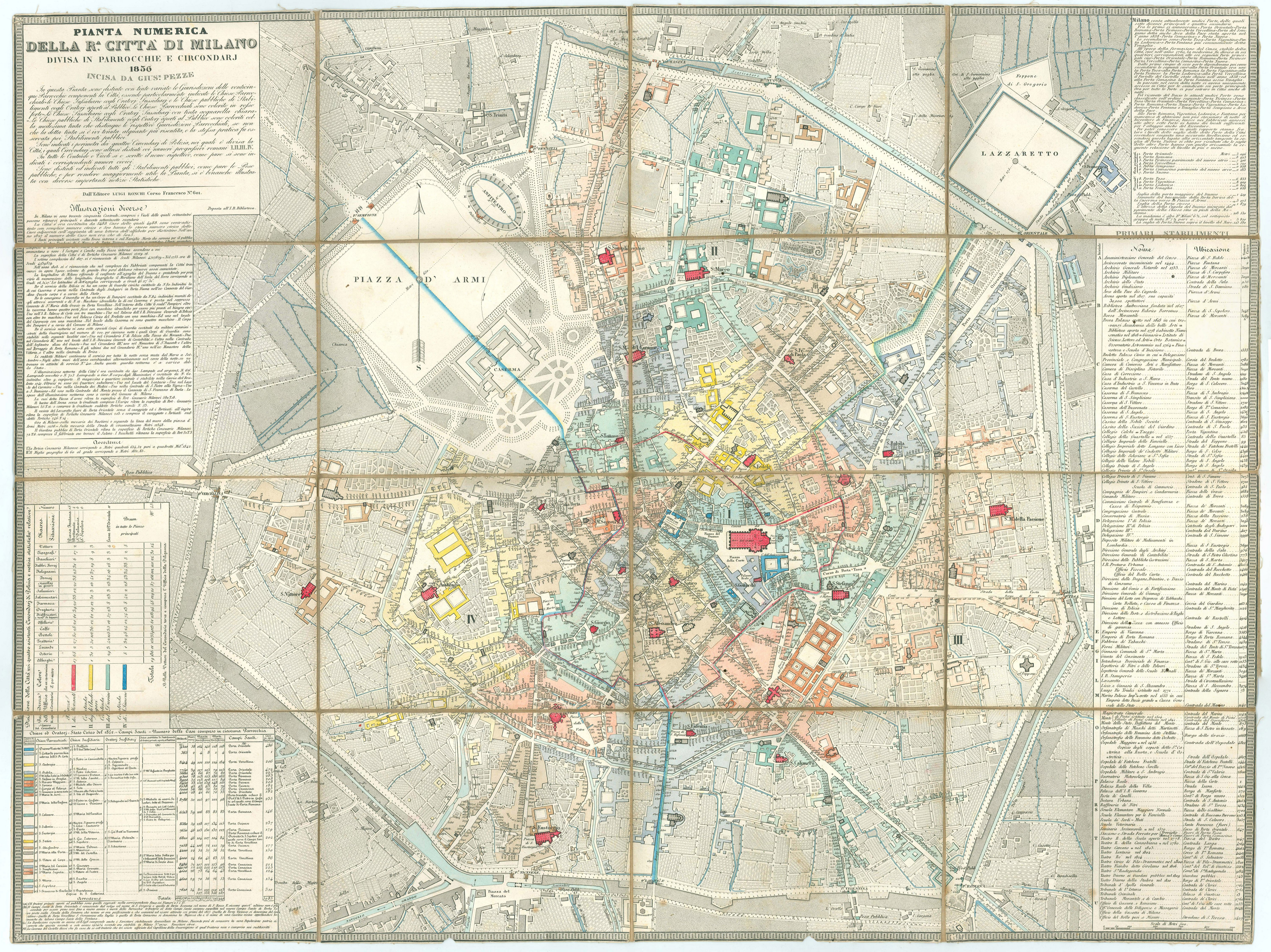
Pianta numerica della Regia città di Milano (Giuseppe Pezze, 1856)

L'odonomastica storica di Milano è l'insieme dei nomi delle vie e piazze della città di Milano dal 1786, anno di introduzione della nomenclatura ufficiale delle vie fino al 1865, quando l'odonomastica fu riformata e resa uniforme in tutta Italia.
Al giorno d'oggi molti nomi di piazze e vie rimangono uguali o comunque simili alla versione storica.

## Storia

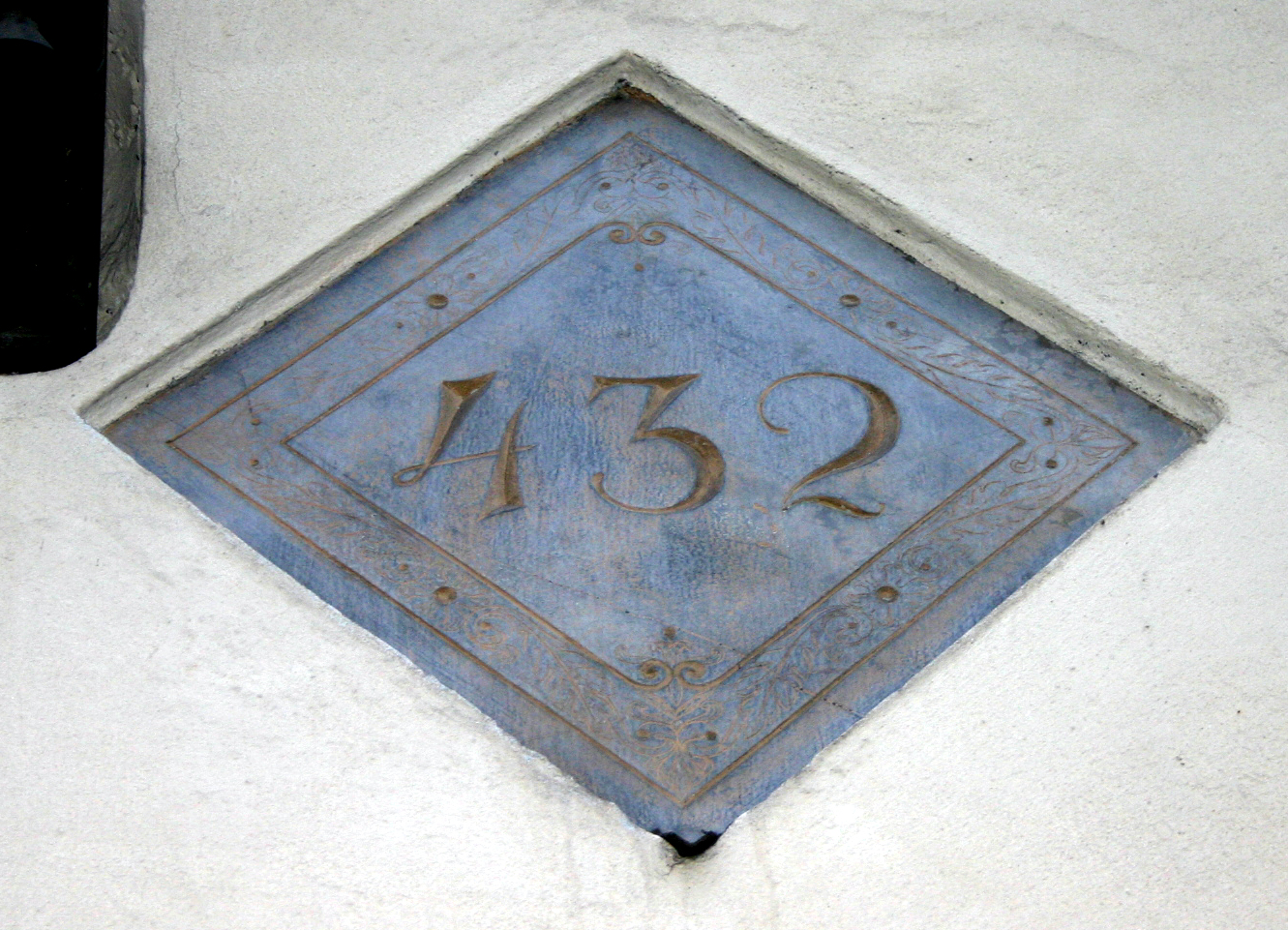
Numerazione austriaca residua su palazzo Durini: oggi in via Durini 24, all'epoca nella contrada del Durino n. 432

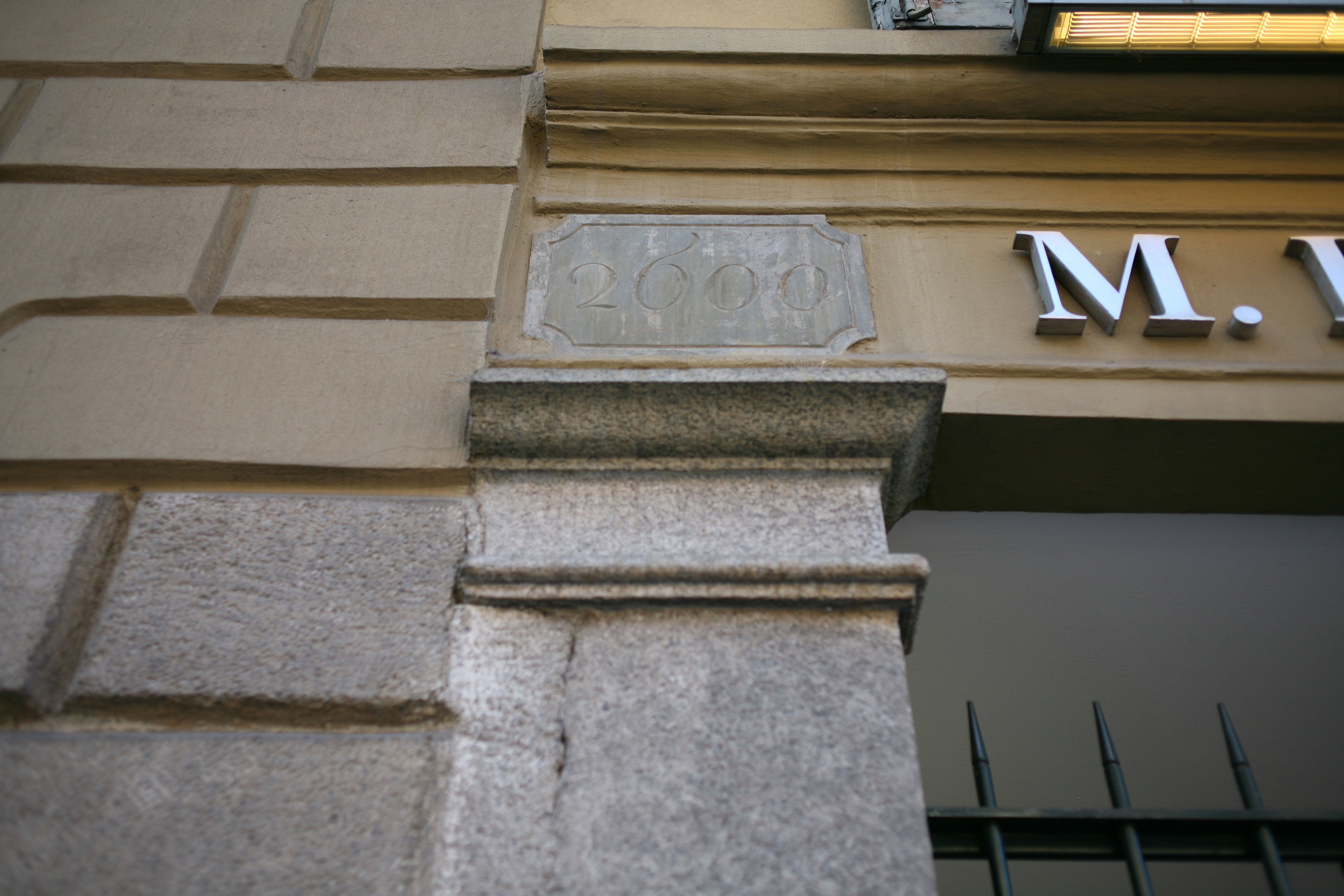
Corso Magenta 13, nel catasto teresiano Corso di Porta Vercellina 2600

Le prime notizie circa la toponomastica non ufficiale della città giungono da una pianta di tale Giovanni Francesco Kraus, che ricopiò nel 1763 una mappa del XVII secolo che a sua volta riproduceva una mappa di epoca comunale. Tale mappa suddivideva la città di sei sestieri, ogni sestiere era diviso in cinque contrade, che allora indicavano una semplice suddivisione ulteriore del sestiere, ma che nel tempo finirono per assumere il significato di via.
La toponomastica ufficiale di Milano nacque sotto gli austriaci per ordine di Giuseppe II: l'imperatore, per rendere più facile ed efficiente la riscossione delle tasse, ordinò che fossero poste delle targhe bianche di legno all'angolo di ogni incrocio di ogni via recanti in maiuscolo il nome con cui la via veniva tradizionalmente chiamata. Curiosamente invece, per la numerazione fu utilizzato un unico e complesso sistema progressivo, slegato dalle vie, che vedeva il numero 1 nel palazzo reale per poi salire seguendo una spirale antioraria: 1 e 2 erano il palazzo Reale, 3 e 4 l'arcivescovado, 5 un palazzo nell'attuale piazza Fontana e così via; il sistema era piuttosto intricato e con questo metodo un palazzo d'angolo di una via poteva avere un numero di qualche centinaia di unità diverso da quello a fianco.
Prima del 1865 vi erano vari modi diversi per indicare le vie:
- contrada era il nome comunemente usato per le vie della città: l'attuale via Larga veniva ad esempio chiamata contrada Larga, o via Orefici era contrada degli orefici
- corso era tipicamente riservato alle strade principali che conducevano ad una della porte della città come ancora in uso, mentre corsia era usato per una via principale all'interno della città, ad esempio l'attuale corso Vittorio Emanuele II era la corsia dei Servi
- terraggio (anticamente terrazzo) era in alcuni casi usato per le vie parallele e immediatamente adiacenti alla fossa interna, ad esempio via campo lodigiano era terraggio di San Pietro in campo lodigiano
- il termine stretta era utilizzato assieme a vicolo per le vie minori, ad esempio via Bagnera era stretta Bagnera
- strada poteva indicare le vie in cui scorrevano i navigli della fossa interna, come la Strada del Molino della Armi indicava l'attuale via Molino delle Armi, o avere un significato equivalente a stradone, che indicava grandi vie tipicamente fuori dalle zone più edificate, come lo stradone di Santa Teresa nell'attuale via Moscova o lo stradone di S. Vittore (mappa del 1856), attuale via San Vittore.
- Con il termine borgo si indicavano tipicamente gruppi di case raccolta attorno ad una via fuori dalle parti più edificate della città, come il borgo di porta Vigentina, attuale corso di porta Vigentina o come il borgo delle Grazie (mappa del 1856), attuale Corso Magenta. Talora si distingueva il corso e il borgo di una porta (il primo era il tratto entro la cerchia dei Navigli, il secondo il tratto dalla porta medievale a quella dei Bastioni spagnoli).
- Con ponte si indicavano i numerosi passaggi sul Naviglio e sui canali della città; anche i ponti erano contraddistinti da un numero civico: per esempio il Ponte di Porta Vercellina era contrassegnato dal numero civico 5601 del sestiere di Porta Vercellina, quarto circondario, parrocchia di Sant'Ambrogio; il Ponte Beatrice era al 1551 della Contrada dei Fiori Scuri, sestiere di Porta Nuova, secondo circondario, parrocchia di San Marco.[4]

## Tipologie

### Vie intitolate ai santi

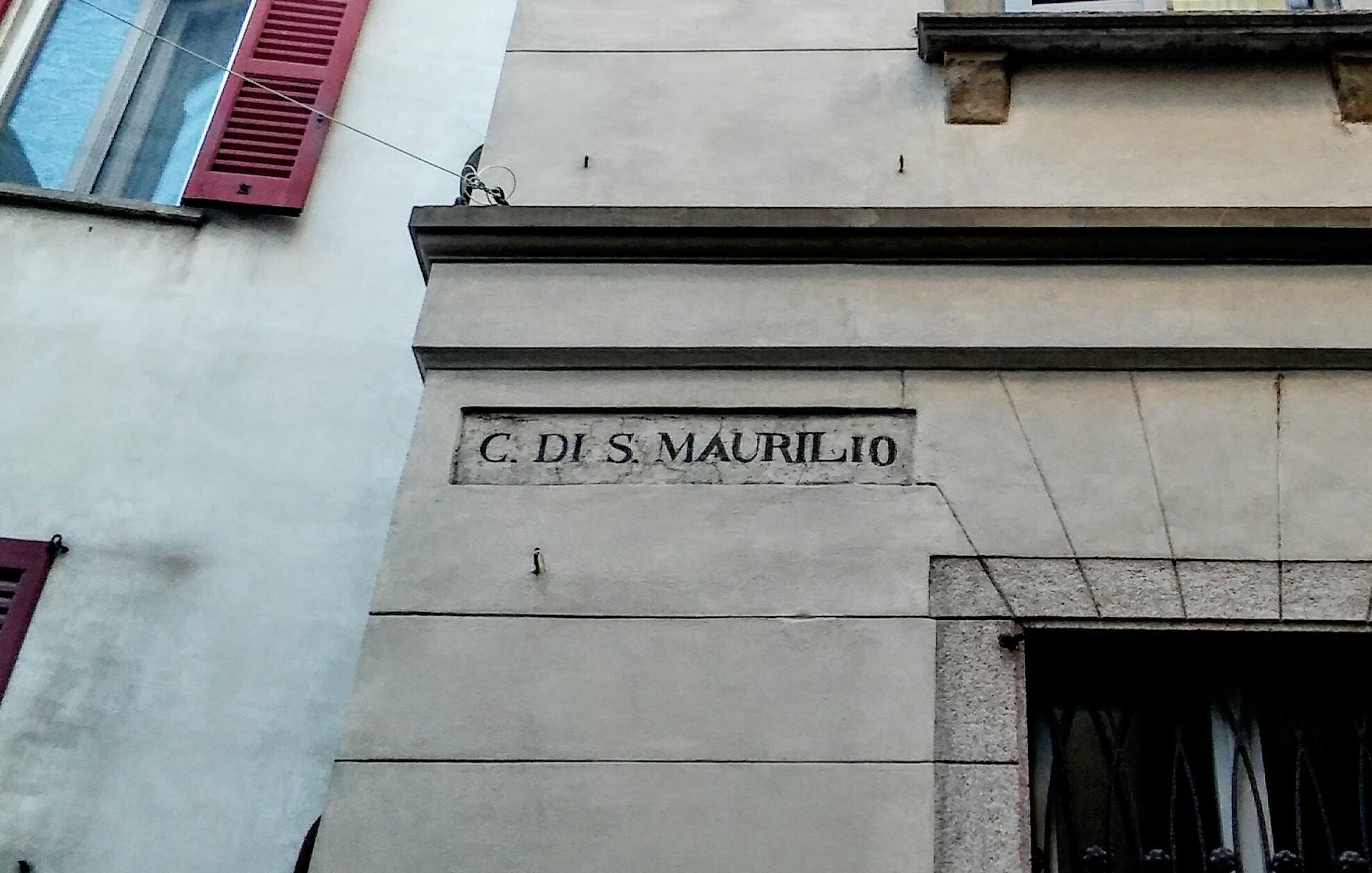
Targa di epoca austriaca di via San Maurilio

Le vie intitolate ai santi erano sicuramente le più comuni nell'antica toponomastica milanese: questo era dovuto al fatto che in assenza di una denominazione ufficiale, per secoli ci si riferì alla via secondo il nome di una delle più di trecento chiese un tempo presenti nell'attuale centro storico della città.
Sebbene spesso seguiti da altri termini (le chiese dedicate allo stesso santo erano molteplici, per cui si ricorreva a suffissi vari dopo il nome del santo per distinguerle) non erano comunque rare le vie con la semplice denominazione del santo, tra le molte le come le attuali via San Giuseppe, via Santa Margherita, via Sant'Orsola o via San Maurilio, o le antiche contrada di Sant'Andrea (antico nome di via Montenapoleone, da non confondersi con l'attuale via Sant'Andrea, anticamente Borgo di Sant'Andrea), contrada di San Simone (oggi via Cesare Correnti) o la contrada di San Sebastiano (oggi parte di via Torino). Celebre è infine piazza della Scala, nominata dalla demolita chiesa di Santa Maria della Scala.

### Vie intitolate ai mestieri
Il patronato delle vie alle varie corporazioni era, dopo l'intitolazione ai santi, l'usanza più comune della città. Pare che nei secoli scorsi ogni mestiere in città avesse una sua via.
Tra le vie moderne dedicate ai mestieri si possono elencare:
- via Armorari
- via Cappellari - precedentemente contrada dei Berrettai
- via dei Fabbri
- piazza dei Mercanti
- via Orefici - precedentemente contrada dei Fabbri
- via Spadari
- via Speronari

Tra le vie scomparse si possono invece elencare:
- contrada dei Borsinari - insieme alla contrada dei Profumieri sorgeva sull'area dell'attuale piazza Duomo e fu cancellata dalla ristrutturazione della piazza dopo l'Unità d'Italia[5].
- vicolo dei Facchini
- contrada dei Falegnami
- contrada dei Fustagnari
- contrada dei Librai - oggi via S.Margherita
- contrada dei Magnani (stagnini)[6]
- contrada de Mercanti d'oro
- contrada dei Pennacchiari - prima Contrada della Lupa, oggi via Torino
- contrada dei Profumieri - precedentemente nota come contrada dei Banderai
- contrada dei Vetraschi (lavoratori di pelli)

### Vie intitolate a famiglie nobili milanesi, animali e piante

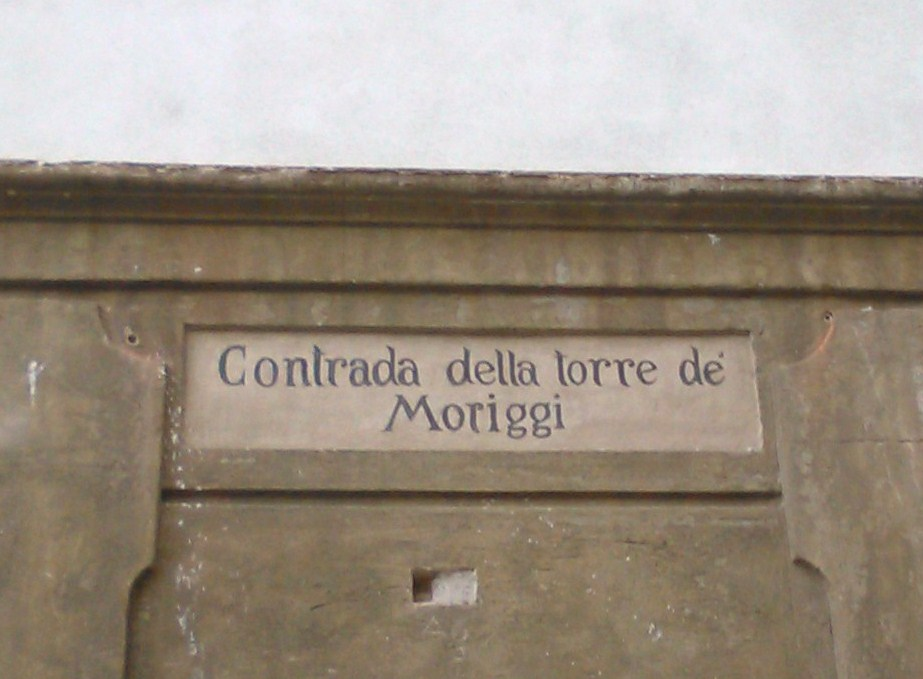
Targa recante la denominazione austriaca di via Morigi

Benché possa sembrare strano l'accostamento, molte sono le vie in cui l'origine dal nome di una famiglia si confonde con quello di un animale o con una pianta.
Tra le vie che portano il nome di un animale riconducibile al cognome di una famiglia lì residente si possono citare:
- via Cornaggia (anticamente contrada delle Cornacchie)[7]
- contrada del Gambero (oggi via Arcimboldi) - dalla famiglia Gambari
- via dell'Orso[7]
- contrada dei Ratti (oggi via Cesare Cantù)[8][9].

Tra le numerose vie riconducibili senza dubbio a nomi di nobili famiglie milanesi si possono citare:
- via Amedei
- via Bassano Porrone
- via dei Bossi
- piazza Belgioioso
- via Bigli
- via Borromei
- contrada dei Capra
- via Cavenaghi
- via Clerici
- via dei Cori - antico nome di via S.Agnese
- via Cusani
- via Durini
- via Del Maino - antico nome di via S.Vincenzino
- via dei Gorani
- contrada de' Lesmi
- via Meravigli (un tempo corrotta in contrada delle Meraviglie)[10]
- via Medici
- vicolo dei Miglio - originariamente dei Cagamiglio
- via Morigi (contrazione dell'antica contrada della torre dei Moriggi)
- contrada degli Olocati
- via dei Piatti
- contrada de' Ponzi
- via Pusterla
- via Rasini
- via dei Resti
- via Della Sala
- via Stampi
- via Visconti

Vie che portano il nome di animali e non trovano alcun riscontro tra i cognomi della nobiltà milanese sono:
- via Agnello -  così nominata per la presenza di un bassorilievo di un agnello ancora presente al n. 19 della via
- vicolo dell'Aquila
- via delle Asole - il nome di questa via non deriva dai sarti della città bensì dalla corruzione di "asol", termine dialettale milanese per indicare l'asino, secondo alcuni per via dell'insegna di un antico albergo presente nella via[11]
- via Cerva
- via Cervetta
- via Falcone - prende il nome dalla contrada del Falcone
- piazza della Galline
- via del Gallo
- via del Leoncino
- via Lupetta - dal diminutivo della vecchia contrada della Lupa, vecchio nome di un tratto dell'odierna via Torino, posta nelle immediate vicinanze[2]
- borgo delle Oche'
- vicolo delle Quaglie

Tra le vie che portano il nome di una pianta riconducibile ad una famiglia lì residente si possono citare:
- via Andegari - dalla nobile famiglia milanese o dal celtico Andegavium che indica il biancospino che cingeva la via, pianta con cui era usanza marcare le proprietà[12],
- via del Lauro[9][13]
- via Moroni - dove il moron è il gelso in milanese[14].

Tra le vie da ascriversi solo a vegetali sono:
- via Brisa - forse dai funghi porcini, dal latino per vinaccia (caratteristicamente incrocia via Vigna) oppure dal fatto che vi abitavano numerosi cittadini originari di Brixia
- via delle Erbe - dal mercato di verdure che vi si tenne fino alla fine dell'Ottocento
- via Fieno
- vicolo Fiori - conserva il nome dell'antica contrada
- via Fiori Chiari[14] - perché facente parte del sestiere di Porta Comasina, il cui stemma recava un fiore rosso, secondo altre ipotesi meno accreditate perché vi era un ricovero di pie fanciulle o perché vi si coltivavano fiori chiari
- via Fiori Oscuri[14] - perché facente parte del sestiere di Porta Nuova, il cui stemma recava un fiore nero, secondo altre ipotesi meno accreditate perché vi risiedevano donne di malaffare o prostitute oppure perché vi si coltivavano fiori scuri
- via della Frutta - era parallela alla via delle Erbe
- via Melone
- via Olmetto
- via Pioppette
- via e piazza della Rosa - oggi via Cantù e piazza Pio XI; così chiamata per le rose che vi crescevano o perché secondo la leggenda fu rinvenuta una rosa particolarmente bella presso la chiesa di S.Maria della Rosa.
- via Rovello - dai rovi
- via del Sambuco
- via della Spiga - potrebbe derivare anche dalla famiglia Spighi
- via Vigna - per la presenza di vigne nell'area

### Vie nominate da luoghi di epoca romana
Milano fu dal 286 al 402 d.C. capitale dell'Impero romano d'Occidente: in quanto sede imperiale furono costruiti e risistemati una moltitudine di monumenti tipici delle città romane da cui presero il nome le vie in prossimità dell'esistenza di tali monumenti anche una volta che le loro tracce furono completamente cancellate.
Tra le vie contemporanee possiamo elencare via Circo, così chiamata in ricordo della presenza del circo romano di Milano, in verità nominata così per contrazione dell'antica contrada della Maddalena al cerchio, nominata da un convento che prendeva tale nome per essere sorta sulle rovine del circo. Dalla presenza di terme o bagni è invece possibile derivi il nome dell'antica stretta Bagnera ("baniaria"). Altre vie in ricordo dei monumenti si possono citare l'antico borgo di Viarenna, corruzione di via Arena oggi ripristinato nominato dall'anfiteatro (o arena). Ad un'origine simile si deve il nome della via San Vittore al teatro, in omaggio all'antico teatro romano. Si ha infine via Santa Maria alla Porta, dalla chiesa così nominata per la presenza dell'antica porta Vercellina romana.
Sempre da luoghi romani provenivano nomi oggi abbandonati, tra cui la contrada di San Giorgio al Palazzo (ultima parte dell'attuale via Torino) dall'antico palazzo Imperiale, oggi mantenuto solo per l'omonima chiesa.

### Vie nominate da corruzione di nomi latini
Alcuni nomi delle vie della città proverrebbero dalla corruzione degli antichi nomi latini indicati per l'area: piazza Cordusio deve il suo nome alla presunta presenza in loco del palazzo del re dei Longobardi, da cui l'indicazione latina di "curte ducis". Tra i tanti toponimi dedicati alla presenza di orti e giardini nella città si può citare il Verziere, dal latino "viridarium", sostantivo che indicava un'area dedicata a giardini e boschetti, che diventò nell'area milanese sinonimo di mercato della verdura, in quanto lì si teneva in origine tale mercato.
La corruzione di un antico nome latino è coinvolta in una delle ipotesi circa l'origine di piazza Vetra: il nome potrebbe derivare dalla corruzione di "platea vetus" (via vecchia). Nelle vicinanze si trovo invece il Carrobbio, che deriverebbe dal latino "quadrivium" che indicava un luogo dove molte vie si incrociavano. In maniera simile l'antica contrada di San Paolo in Compito, oggi semplicemente via San Paolo, deriverebbe dalla volgarizzazione del termine "compitus", ovvero "crocicchio" dove si incontravano quattro strade.

### Strade nominate da antichi luoghi naturali
Usanza non rara era indicare una via od una chiesa da spiazzi non edificati o dedicati al pascolo o alla coltivazione. Via Broletto ricorda per l'appunto la presenza del broletto, ovvero l'arengario dove si tenevano le riunioni della magistratura consolare: questa parola derivata dal latino medievale indicava in origine uno spazio dedicato ad ortaglie o giardino. Su una vasta area chiamata brolium archiepiscopi (broglio dell'arcivescovo), in seguito brolium consulare, si iniziarono a tenere le riunioni delle magistrature cittadine: su tale area corrispondente circa all'attuale palazzo Reale fu costruito il primo "broletto" della città, per cui il termine broletto avrebbe indicato il palazzo e non più l'area. Limite estremo della vasta area del brolium archiepiscopi era invece l'attuale piazza di San Nazaro in Brolo. Tra i luoghi riconducibili a spazi coltivati ed ortaglie si possono citare la via San Pietro all'orto, il Verziere prima citato ed infine via Vigna. Similmente via Brera deriverebbe da "braida", ovvero un appezzamento di terreno tenuto a prato, a sua volta derivato dal latino "proedium". Altri lo fanno derivare dal tedesco breite, con significato di "fondo adiacente alla città". Nel catasto teresiano del 1751 è riportata una Brera di Porta Romana, poi Strada di brera nella mappa del 1856, corrispondente alla attuale via Orti.
Tra i toponimi del passato possiamo citare la contrada di San Vito in Pasquirolo, che deriverebbe dal latino "pasculum" a sua volta origine del termine "pasquée", equivalente milanese del campo veneziano: del nome è rimasto traccia nella chiesa di San Vito in Pasquirolo. Del toponimo contrada della Passarella, contrazione del milanese "passà l'era" (passata l'aia), rimane solo una galleria omonima, mentre similmente vi era il nome della chiesa di San Giovanni in Era. Si ricorda inoltre la scomparsa piazzetta delle Galline dove si usava far ruspare le galline.
Dall'antica idrografia milanese derivano la via Pantano, il cui sbocco porta sul dove un tempo sorgevano le mura romane della città con relativo fossato che formavano all'epoca un territorio paludoso, mentre esisteva un tempo la contrada di Poslaghetto, possibilmente derivato dalla radice latina "post" assieme al termine laghetto, da non confondere con l'attuale via Laghetto così nominata dalla piccola darsena utilizzata per lo scarico dei marmi del duomo di Milano. Da uno dei numerosi torrenti che un tempo scorrevano per la città, il Nirone oggi deviato, deriverebbe via Nirone, mentre dalle parti di piazza Vetra si aveva la contrada di San Michele alla Chiusa (oggi semplicemente via San Michele) per la presenza di una chiusa che regolasse il flusso della Vettabbia. Un'ipotesi alternativa a quella citata più in alto è quella di fare derivare il nome di piazza Vetra alla corruzione del nome "Vepra", nome che assumeva nel territorio milanese il fiume Olona.
Più celebre è infine la corsia del Giardino, antico nome dell'attuale via Manzoni, così nominata per il ricco giardino del palazzo dei Torriani, rivali dei Visconti per il controllo della città.

### Strade nominate da luoghi particolari, storici o eventi della città

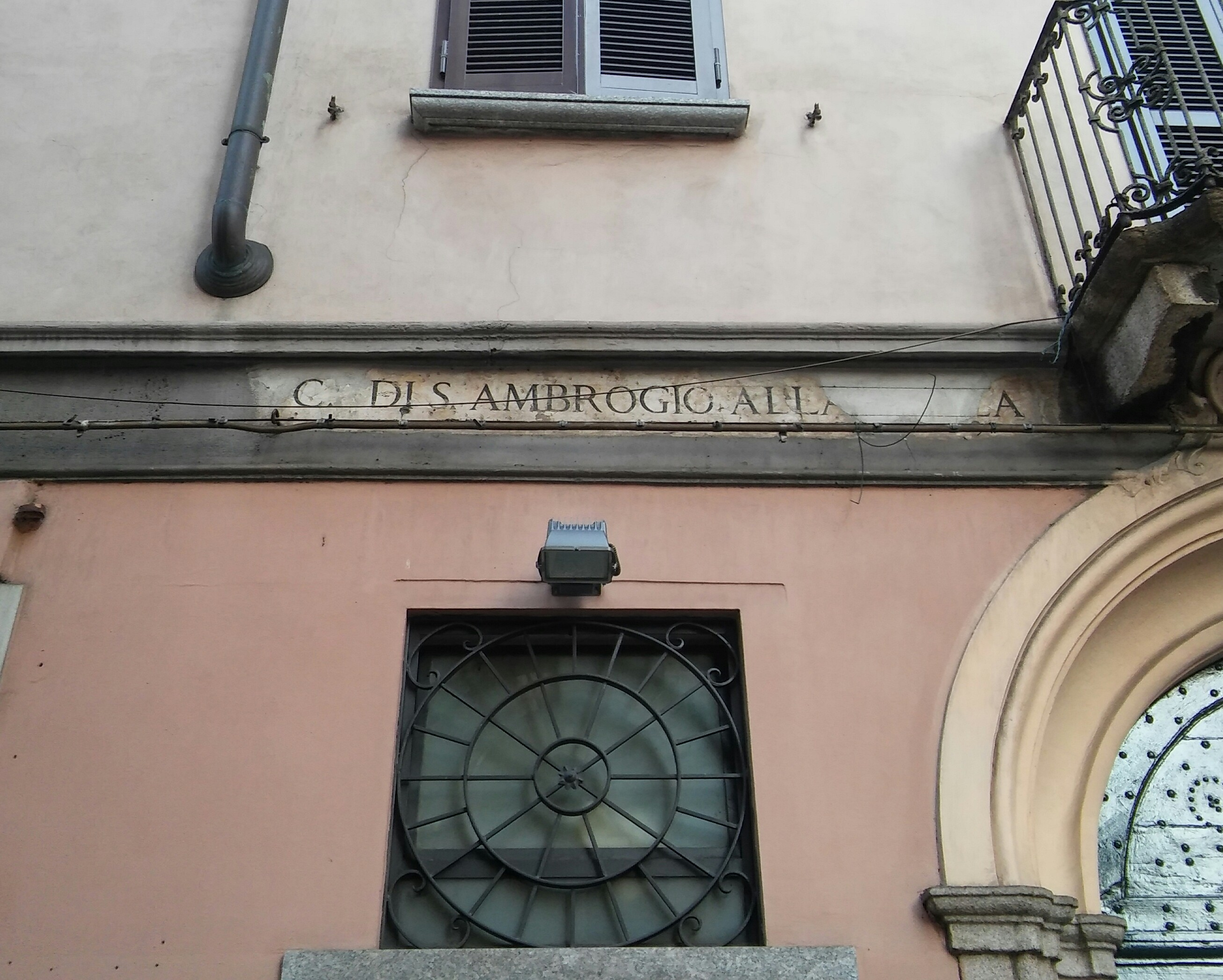
Antica indicazione della contrada di Sant'Ambrogio alla Palla, oggi via San Maurilio

Nell'area attorno a piazza San Sepolcro sono presenti la via Moneta e la via Zecchia Vecchia: la prima ricorda la presenza della primissima zecca della città, poi spostata di sede da Galeazzo Maria Sforza da cui il nome della "zecca vecchia", in contrasto con la zecca nuova di epoca austriaca situata nell'attuale via Manin. Il suffisso "moneta" dava anche il nome alla chiesa di San Mattia alla Moneta.

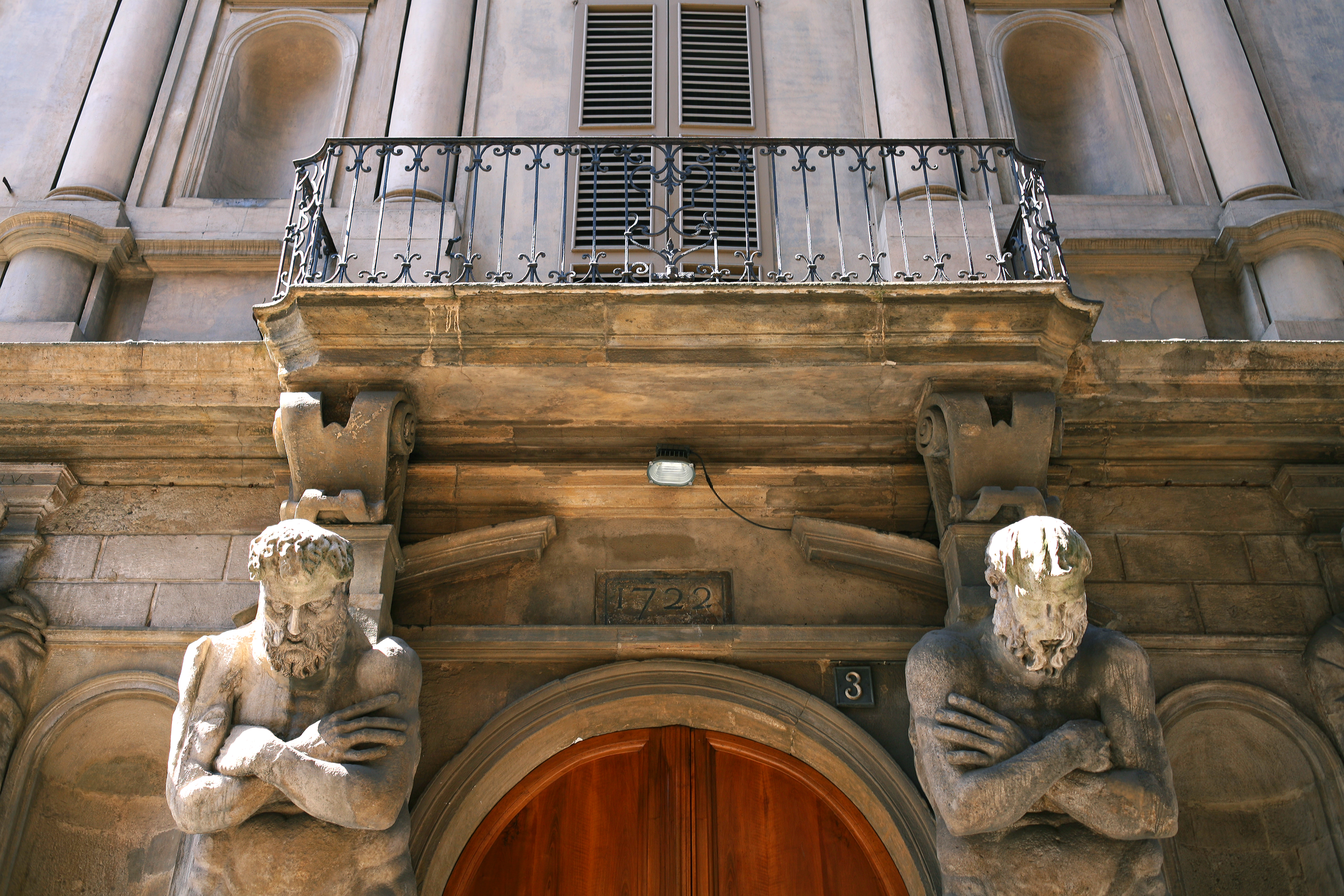
La Casa degli Omenoni era in Contrada degli Omenoni 1722

L'antica presenza di uno slargo dove si sarebbe giocato al "gioco della palla" all'incrocio dell'attuale via Torino e via San Maurilio è una delle ipotesi dell'origine del nome della via della Palla e dell'antica contrada di Sant'Ambrogio alla Palla, oggi parte di via San Maurilio. Altra ipotesi è che "Balla" (in dialetto milanese indicava sia la palla che le antiche consorterie comunali) fosse nient'altro che l'antica cooperativa dei facchini milanesi, chiamati in milanesi i "facchini della Balla", che avevano infatti come ritrovo tale incrocio: è tuttavia possibile che sia stato il luogo a dare tale soprannome ai facchini e non viceversa.
Tra i più antichi toponimi della città vi è via Caminadella (anticamente contrada di San Pietro in Caminadella): anticamente le case provviste di un vero e proprio camino con cappa in muratura erano molto poche mentre la maggioranza erano semplicemente dotate di un'apertura posta sopra un braciere; da cui la presenza di un complesso di case dotate di camino doveva essere un'eventualità sufficientemente rara da dare il nome alla via. Probabilmente tale gruppo di case apparteneva ai Visconti, futuri signori di Milano. Alla stessa maniera case con più di due piani, dette "solariate", erano un evento non così comune da lasciare traccia nella toponomastica nel nome di sant'Ambrogio in Solariolo, antichissimo nome dell'attuale via Palla e per la chiesa di Santa Maria in Solariolo, sulla quale fu edificata l'attuale chiesa di San Fedele.
All'epoca della presa di potere dei Visconti risale la via Case Rotte (anticamente contrada di San Giovanni Decollato alle Case Rotte), così nominata dal palazzo dei Torriani, rivali sconfitti dai Visconti, lasciato saccheggiare e distruggere dai nuovi signori della città. Allo stesso modo la corsia del Giardino (oggi via Manzoni) si riferiva all'ampio giardino dei Torriani, poi lasciato abbandonato in balia dei predoni. Sempre dall'epoca medievale deriva il nome della via delle Ore, per il fatto che qui fu installato il primo orologio della città presso il campanile della chiesa di San Gottardo in Corte.

### Altro
Alla caratteristica della via, composta da caseggiato molto denso di abitazioni, deriverebbe il nome della via Borgospesso, facente parte dell'insieme dei vecchi "borghi", anticamente indicanti gruppi di caseggiati fuori le mura (in questo caso quelle romane), di cui facevano parte via Borgonuovo, assieme a via Gesù e via Santo Spirito, in origine borgo del Gesù e borgo di Santo Spirito. Alla stessa maniera il Malcantone, parte oggi di via Unione, era così nominato per l'angustia del suo percorso, e la contrada dei Tetti (oggi via San Carpoforo), così indicata perché sull'angusta via si poteva vedere solo i tetti di case senza finestre: curiosamente la via in alcune mappe riportava la dicitura contrada delle Tette, sfruttando l'ambiguità del nome milanese ("contrada de' tett" che può avere entrambi i significati), secondo alcuni così chiamata per la presenza nella via di case chiuse.